# Schubverband

Mögliche Schubverbände auf europäischen Wasserstraßen (schwarz: Schubschiff, schiebt nach rechts)

Als Schubverband bezeichnet man die temporäre Kombination eines Schubschiffes mit einem oder mehreren Leichtern.
Ziel ist es, die Antriebssektion des Schiffes vom Frachtraum zu trennen. Sie steht auch zur Verfügung während der Leichter noch be- oder entladen wird. Grundsätzlich werden mehrere Leichter wie in einem Baukasten zu einem Schubverband zusammengestellt, der dann nur von einem Schubschiff angetrieben wird. Der einzelne Leichter wird dann von einem Hafenschubboot an seinen Bestimmungsort bugsiert. Diese Zusammenstellung von Leichtern ermöglicht neben der flexiblen Beladung auch die Einsparung von kostenintensiven Schubschiffen bzw. mehreren Schiffen mit eigenem Antrieb. Auf der Donau und dem Rhein wird mit Schubverbänden von zwei bis sechs Leichtern gearbeitet, während auf dem Mississippi bei den größten Schubverbänden mehr als 70 Leichter zusammengekoppelt sind. Schubverbände sind fast ausschließlich in der Binnenschifffahrt anzutreffen.

## Form der Schiffskörper

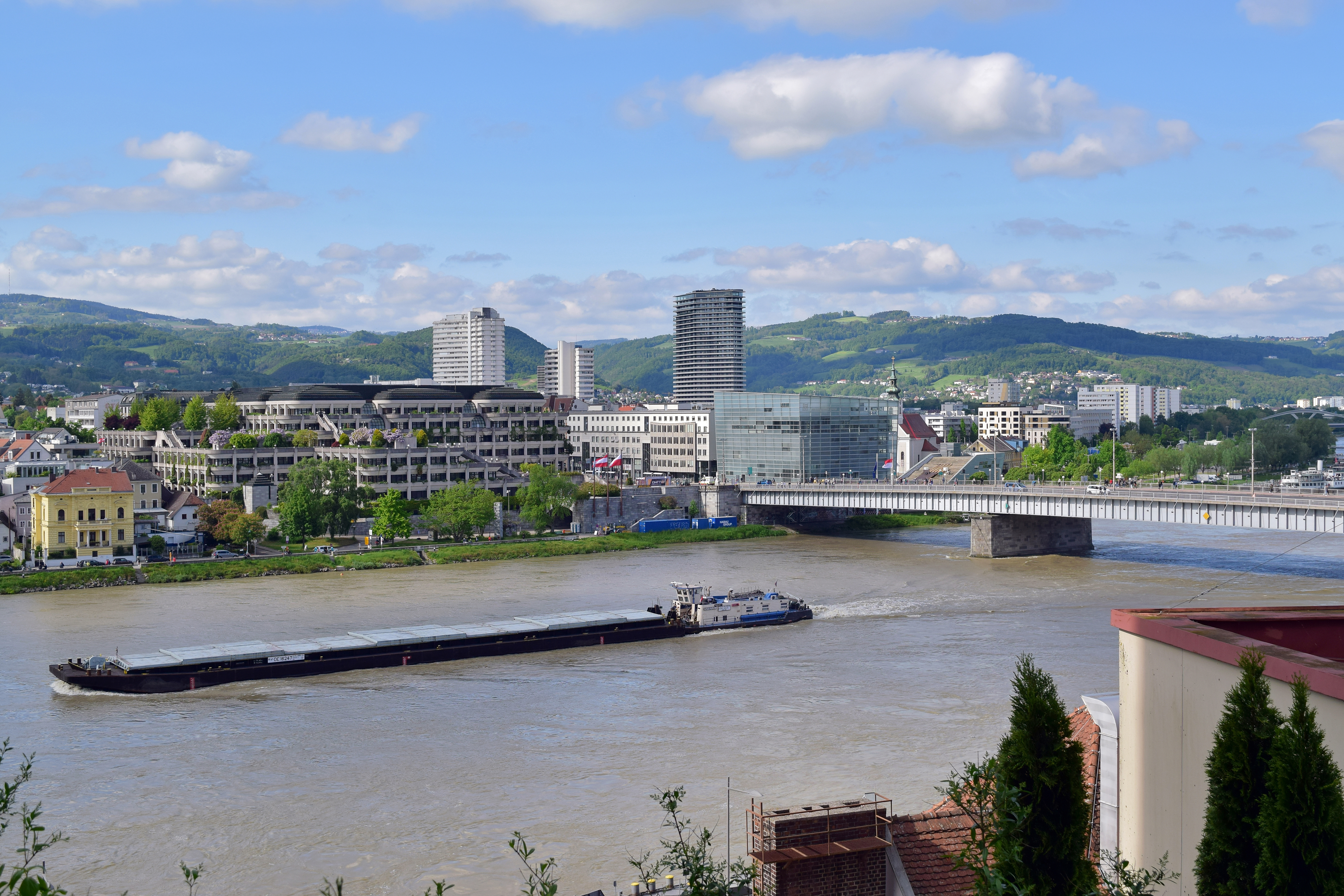
Schubverband auf der Donau in Linz

Das Schubschiff und die Leichter weisen oberhalb der Wasserlinie einen bis auf kleine Abrundungen an den Ecken rechteckigen Grundriss auf. Die Bordwände, sowie Bug und Heck sind plan und verlaufen vertikal nach oben bis zur Bordkante, was gewährleistet, dass, wenn benachbarte Teile eines Verbands – ober Deck – mit Stahlseilen zusammengezurrt werden, diese praktisch unverschieblich aneinanderliegen. Damit auch ein unbeladener Leichter, der weit aus dem Wasser auftaucht, guten Schubkraftschluss findet, weisen Schubschiffe, die eher konstant tief im Wasser liegen, zwei von der Bugwand bündig senkrecht etwa 2 m nach oben laufende Stoßschultern auf. Leichter haben solche Schultern an Heck und Bug. Diese laufen ein Stück nach unten und tauchen bei voller Abladung mitunter auch ein Stück ins Wasser ein, wogegen dahinter die Schiffshülle schon doppelt schräg abfallend zurücktritt.

## Verzurrung und Manövrieren
Das feste Zusammenzurren erfolgt mittels Stahlseil von typisch mehr als 30 mm Stärke, von Poller zu Poller des Nachbarn, mittels Windenzugs. Verzurrt wird sowohl zweimal an den zusammenstoßenden Längsseiten der Leichter, als auch zweimal an den schmalen Leichterenden und dem Schubschiffbug – jeweils nahe den Ecken der Decks.
Die lange, schlanke Zusammenstellung einer bestimmten Anzahl von Leichtern ist etwas strömungsgünstiger im Sinne der Energieeffizienz des Antriebes, ist jedoch schwieriger um Kurven zu manövrieren. Die Innenmaße von Schleusenkammern müssen als Limit berücksichtigt werden, Teilen oder Umspannen des Verbands könnte notwendig sein. Eventuell vorhandene Ruderblätter (in der Regel paarweise) oder Bugstrahlruder an der vorderen Front von führenden Leichtern helfen beim Manövrieren in Flussbiegungen, beim Anlegen und im Hafen. Die maximale Fließgeschwindigkeit in der Fahrlinie limitiert die Gesamtlast für ein Schubschiff bestimmter Schubkraft.

## Wellenerzeugung
Schubverbände bewegen typisch größere Einheiten als Schleppverbände oder Einzelschiffe und erzeugen bei entsprechend großer Fahrt höhere Wellen, vor denen sich Kleinschifffahrt in Acht nehmen muss. Im Hinblick auf eine hohe Gesamteffizienz im Umlauf von Berg- und Talfahrt setzen auch Schubschiffe flussauf entgegen der Strömung eine höhere Motorleistung ein, als flussab. Wenn sie auch flussauf als gegenüber dem Ufer langsamer fahrend erscheinen, weil sie gegen starke Strömung anfahren, so haben sie hier gegenüber dem Wasser eine höhere Fahrt und erzeugen daher auch hier die stärkeren Bug- und Heckwellen. Diese können in der Nähe, beim Hochsteigen an seichter werdenden Flussstellen oder durch Brandung am Ufer oder Pier für kleine Schiffe oder auch Paddelboote bis zur Kentergefahr führen.

## Vergleich mit anderen Verfahren
Die Schleppschifffahrt – bis etwa 1980 noch die überwiegende Transportform auf der oberen österreichischen Donau – erfolgte durch eine lose Verspannung mit Stahlseil. Da die gezogenen Leichter im Abstrom der Antriebsschraube des Schleppers liegen, wurde – der Effizienz wegen – hier ein Abstand von etwa einer halben Schiffslänge eingehalten, die zur Schleusenfahrt jedoch verringert werden konnte. Das Schleppseil war etwa in Schiffsmitte des Schleppers angelenkt, damit dieses freier manövrieren kann. Da das Hinterschiff daher vom Seil überstrichen wird, war dieses von abweisenden Rohrbögen überspannt, unter denen sich Menschen bewegen konnten. Auch zwischen den Schleppkähnen, die etwas zulaufenden Bug und Heck aufwiesen, wurde mitunter etwas Abstand eingehalten und durch Verspannen durch zwei Seile in X-Form etwas Gelenkigkeit hergestellt. Bei Talfahrt musste ein Schleppverband zur Einfahrt in eine Schleuse eher von selbst auslaufen, während ein Schubverband auch mit Schubschiff auf Zug aktiv abgebremst werden kann.
Bei der etwa 100 Jahre zurückliegenden Kettenschifffahrt waren Manöver zum Aufnehmen und Ablegen der im Fluss liegenden Kette nötig und Begegnungsverkehr erschwert, doch es genügten – flussauf – relativ kleine Dampfmaschinenleistungen, da sich der Antrieb ja nicht am wegfließenden Wasser abstützte, sondern an einer verankerten Kette.

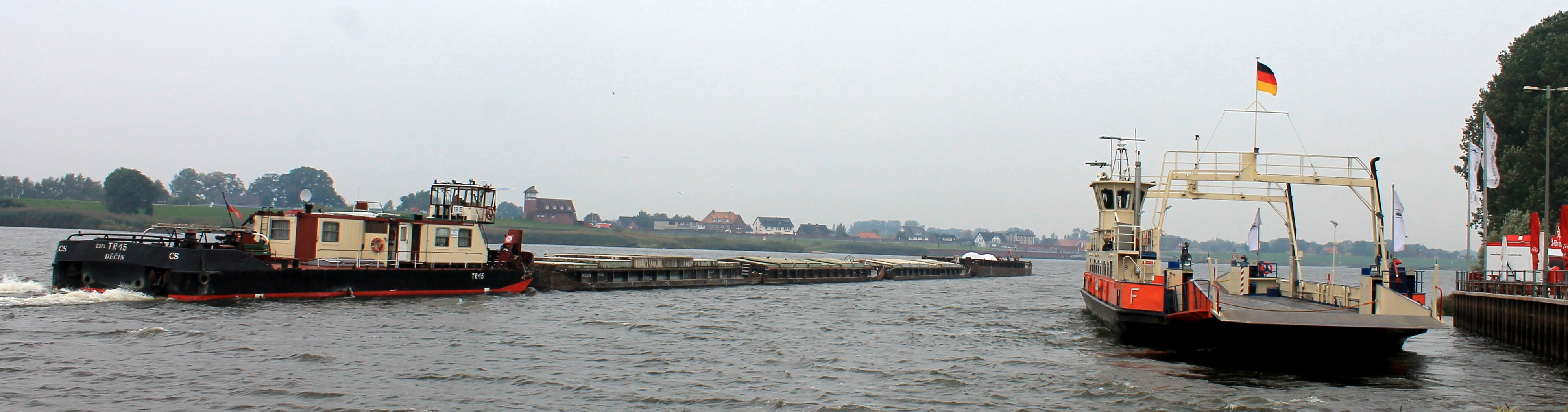
Schubverband und Fähre auf der Elbe
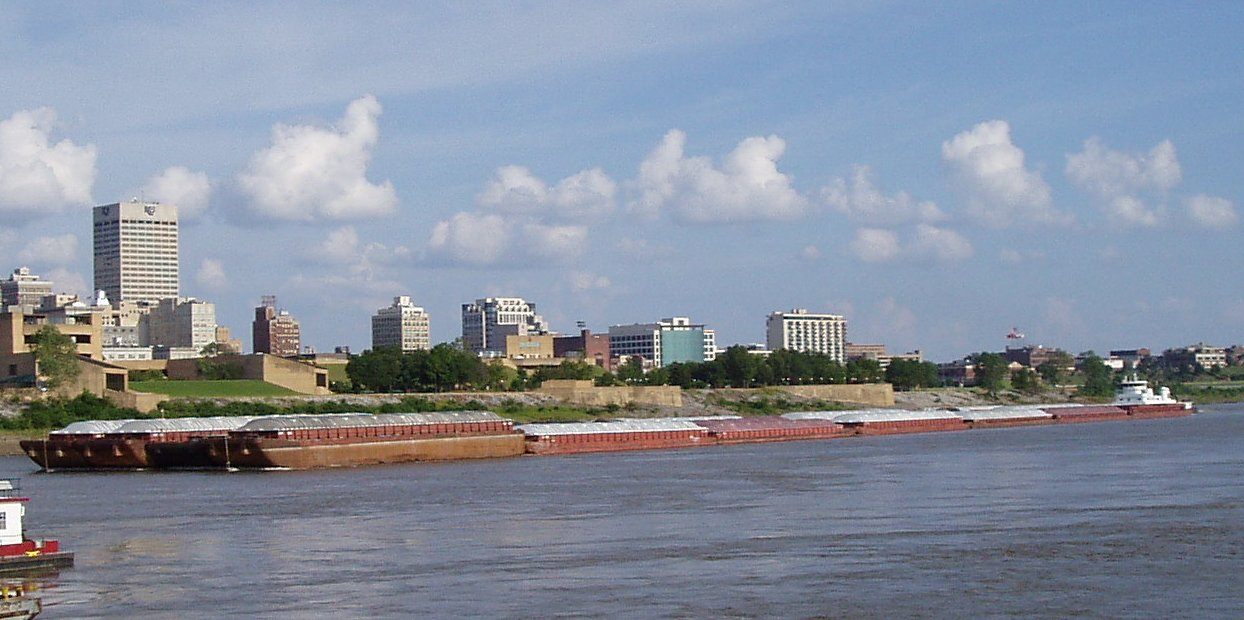
Schubverband mit 28 Leichtern auf dem Mississippi bei Memphis (Tennessee)
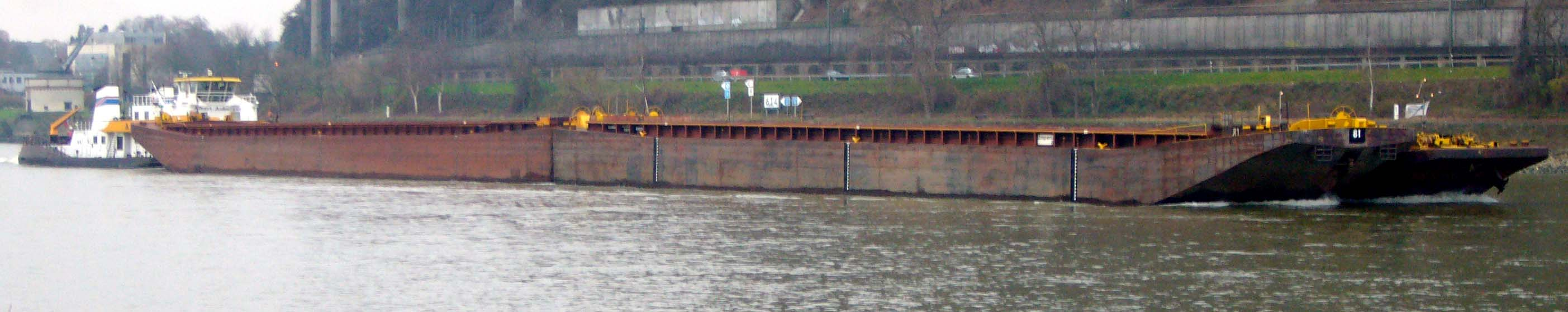
Schubverband mit vier leeren Leichtern in Leutesdorf zu Tal, abgeschrägte Leichterenden jeweils als Bug bzw. Heck des Verbands orientiert
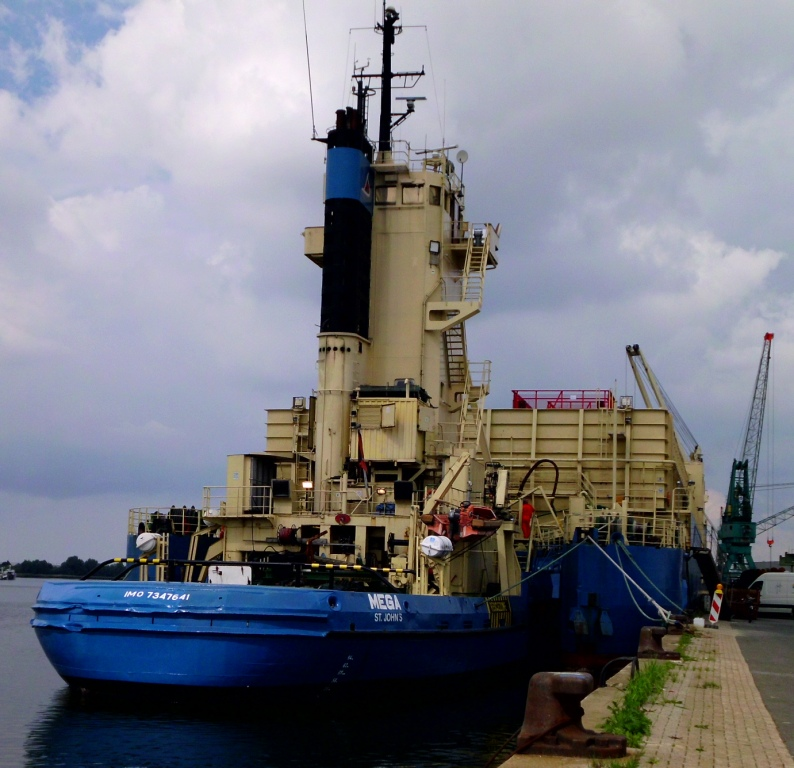
Seegehender Schubverband Mega + Motti der Reederei Briese